# Cesare Arzelà

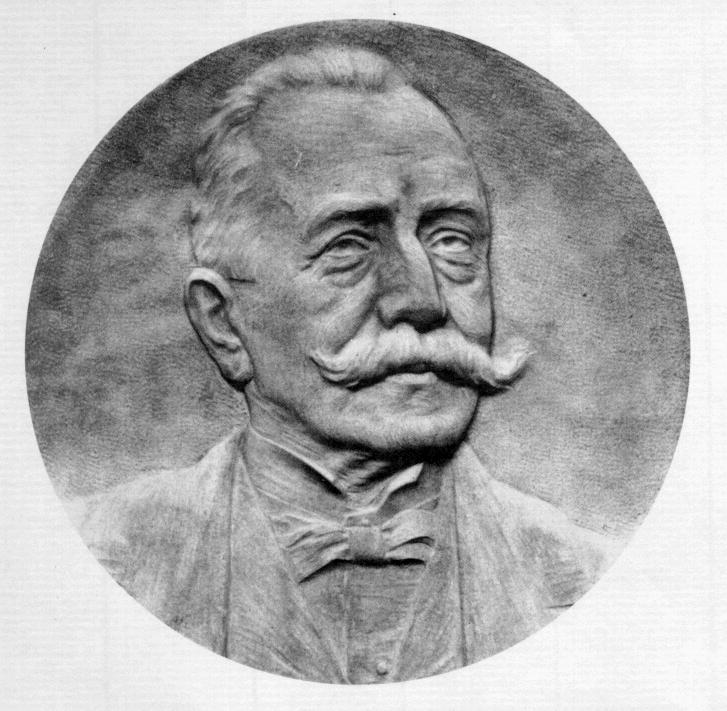
Cesare Arzelà

Cesare Arzelà (* 6. März 1847 in Santo Stefano di Magra, La Spezia; † 15. März 1912 in Santo Stefano di Magra) war ein italienischer Mathematiker.

## Leben
Arzelà entstammte einfachen Verhältnissen und ging 1856 bis 1858 das Gymnasium in Sarzana und 1858 bis 1861 auf das Lyzeum von Pisa. Ab 1861 studierte er mit einem Stipendium an der Scuola Normale Superiore in Pisa (mit dem Ziel Lehrer zu werden) und auch an der Universität Pisa mit dem Abschluss 1869. Seine Lehrer waren Enrico Betti, der seine Dissertation über Potentialtheorie betreute, und Ulisse Dini. Nach seinem Lehrerdiplom 1870 unterrichtete er zunächst in Macerata, blieb aber wissenschaftlich aktiv und veröffentlichte. 1872/73 erhielt er die Erlaubnis an der Universität Pisa weiter zu studieren. Er hörte bei Betti Elastizitätstheorie und veröffentlichte über Deformation eines elastischen Ellipsoids mit Anwendung auf die Erdform. Danach lehrte er in Savona, ab 1875 in Como und danach am Technischen Institut in Florenz. Dort unterrichtete er seine späteren Professorenkollegen und Freunde Rodolfo Bertazzi (1867–1941) und Vito Volterra. Ab 1878 wurde er nach einem Wettbewerb Professor für Algebra in Palermo und 1880 Professor für Analysis an die Universität Bologna. 1880 erschien sein Algebra-Schulbuch, das große Verbreitung fand. 1884 erhielt er den Lehrstuhl für höhere Analysis in Bologna. Ein Kollege von ihm wurde 1881 Salvatore Pincherle und unter ihnen wurden auch Abschlüsse in Mathematik in Bologna vergeben, was vorher nicht möglich war, da Professoren für höhere Mathematik fehlten.
Er forschte auf dem Gebiet der reellen Funktionen. Er arbeitete am Konzept der gleichmäßigen Konvergenz (1883), genauer führte er die streckenweise gleichförmige Konvergenz ein (von Émile Borel 1905 quasigleichförmige Konvergenz genannt), die nach ihm notwendige und hinreichende Bedingung für die Stetigkeit der Grenzfunktion war, gegen die eine Folge stetiger Funktionen  konvergierte. 1885 bewies einen Satz über die Vertauschbarkeit von Riemann-Integration mit der Grenzwertbildung bei Riemann-integrierbaren, gleichmäßig beschränkten Funktionenfolgen (von Henri Lebesgue in seinem Satz über majorisierende Konvergenz verallgemeinert). 1889 wurde der Satz von Giulio Ascoli (1884) von ihm zum Satz von Arzelà-Ascoli verallgemeinert (veröffentlicht in seinem Aufsatz Sulle funzioni di linee 1895). Der Satz von Arzelà-Ascoli stellt einen wichtigen mathematischen Satz auf dem Gebiet der Funktionalanalysis dar und besagt die Existenz einer gleichmäßig konvergenten Teilfolge für jede Folge gleichmäßig begrenzter und stetiger Funktionen. Später wurde es als Aussage über Kompaktheit in Funktionenräumen aufgefasst (dieses Konzept führte Maurice Fréchet 1904 ein). Arzelà selbst hoffte mit dem Satz das Dirichlet-Prinzip streng zu begründen, was ihm aber nur unter Zusatzannahmen gelang. Er stand in Korrespondenz mit Volterra. Der Briefwechsel ist eine Quelle für die Frühphase der Funktionalanalysis (von beiden Theorie der funzioni di linee, Linienfunktionen genannt). Das Konzept der Linienfunktion auf Kurvenmengen war für den weiteren Ausbau der Funktionalanalysis bei Maurice Fréchet einflussreich. 1886/87 gab er den ersten Kurs über Galoistheorie in Italien, dessen Mitschrift erhalten ist. Er benutzte vor allem ein Buch von Eugen Netto (Substitutionentheorie) als Anregung. Die Unmöglichkeit der Auflösung von Gleichungen mit Grad größer als vier durch Radikale schrieb er Paolo Ruffini zu, wobei er möglicherweise Zugang zu in Bologna noch vorhandenen Manuskripten von Ruffini hatte, da die Details seines Beweises zu Arzelàs Zeit ansonsten schwer zugänglich waren.
Zu seinen Schülern gehörten Ettore Bortolotti, Leonida Tonelli und Giuseppe Vitali.
Er war Mitglied der Accademia dei Lincei und erhielt 1907 mit Guido Castelnuovo deren königlichen Preis für Mathematik in Höhe von 10.000 Lire.

## Schriften (Auswahl)
- Trattato di algebra elementare ad uso dei licei. Successori le Monnier, Florenz 1880 (online).
- mit Giuseppe Ingrami: Aritmetica razionale ad uso delle scuole secondarie. Nicola Zanichelli di Cesare e Giacomo Zanichelli, Bologna 1894.
- Complementi di algebra elementare ad uso del secondo biennio degli Istituti tecnici. Successori le Monnier, Florenz 1894.
- Lezioni di calcolo infinitesimale. 2 Bände (in 3). Successori le Monnier, Florenz 1901–1906 (aus Vorlesungen in Bologna 1880/1881).